# Why (EP)
 Why é o segundo extended play da cantora sul-coreana Taeyeon, lançado pela S.M. Entertainment em 28 de junho de 2016.

## Antecedentes e lançamento
Em 17 de junho de 2016, foi anunciado que Taeyeon lançaria seu segundo extended play, intitulado Why. Em 20 de junho, foi relatado que o cantor sul-coreano Dean participaria de uma das canções do álbum. Em 22 de junho, sua companheira de grupo Hyoyeon foi revelada para participar na faixa "Up & Down".

## Divulgação
Taeyeon começou a performar "Why" em programas musicais sul-coreanos em 1 de julho de 2016. Sua primeira turnê, intitulada "Butterfly Kiss", foi realizada em Seul e Busan em julho e agosto de 2016, respectivamente.

## Lista de faixas
※ Faixas em negrito identificam os singles do álbum.
| N.º            | Título         | Letras                 | Música                                                                                      | Duração |  |
| 1.             | "Why"          | Jo Yoon-kyung          | LDN Noise Lauren Dyson Rodnae "Chikk" Bell                                                  | 3:27    |  |
| 2.             | "Starlight"    | Lee Seu-ran            | Jamil "Digi" Chammas Taylor Mckall Tay Jasper Adrian McKinnon Leven Kali Sara Forsberg MZMC | 3:43    |  |
| 3.             | "Fashion"      | Kim In-hyung           | LDN Noise Marissa Shipp Brittany Mullen                                                     | 3:12    |  |
| 4.             | "Hands on Me"  | Yorkie Ryu Woo         | Harvey Mason Jr. Damon Thomas Dewain Whitmore Michael "Mike J" Jiminez                      | 3:48    |  |
| 5.             | "Up & Down"    | Lee Seu-ran Kim Min-ji | Ylva Dimberg Herbie Crichlow LDN Noise                                                      | 2:53    |  |
| 6.             | "Good Thing"   | Jung Joo-hee           | LDN Noise Alice Sophie Penrose Carolyn Jordan                                               | 2:57    |  |
| 7.             | "Night"        | Ryu Woo Yorkie         | Im Kwang-wook Ryan Kim Chase Amanda Moseley                                                 | 3:13    |  |
| Duração total: | Duração total: | Duração total:         | Duração total:                                                                              | 23:13   |  |

## Desempenho nas tabelas musicais
O extended play teve um ótimo desempenho nas paradas coreanas, o álbum ficou em #1 em sua primeira semana no Gaon Album Chart, em #2 no Billboard World Albums e em #15 no Heatseeker Albums.

### Tabelas semanais
| Tabela musical                          | Melhor posição |
| --------------------------------------- | -------------- |
| Coreia do Sul (Gaon Album Chart)        | 1              |
| Estados Unidos (US Heartseekers Albums) | 5              |
| Estados Unidos (US Independent Albums)  | 48             |
| Japão (Oricon Album Chart)              | 30             |
| Mundo (Billboard World Albums)          | 2              |
| Taiwan (G-Music)                        | 2              |

### Tabelas mensais
| Tabela mensal                    | Melhor posição |
| -------------------------------- | -------------- |
| Coreia do Sul (Gaon Album Chart) | 3              |

### Vendas
| Tabela musical                   | Vendas  |
| -------------------------------- | ------- |
| Coreia do Sul (Gaon Album Chart) | 114,427 |